# Aichi H9A
Chiếc Aichi H9A (二式練習飛行艇, Thủy phi cơ huấn luyện Kiểu 2) là một kiểu thủy phi cơ huấn luyện của Hải quân Đế quốc Nhật Bản được sử dụng trong những năm đầu của Thế Chiến II để huấn luyện đội bay. Một loại máy bay không thông dụng, nó chưa hề đối mặt với lực lượng Đồng Minh cho đến tận mùa Xuân năm 1945, nên chưa hề được phe này đặt tên mã.
Hải quân Đế quốc Nhật Bản đã đề ra yêu cầu về một kiểu thủy phi cơ huấn luyện trong loạt những chiếc thủy phi cơ Kawanishi H8K1 Emily. Công việc thiết kế được bắt đầu từ tháng 1 năm 1940 và chiếc máy bay thực hiện chuyến bay đầu tiên vào tháng 9 năm đó. Aichi H9A là một kiểu máy bay thủy phi cơ có cánh dạng ô và có hai động cơ. Nó được sử dụng cho nhiều vai trò thứ yếu khác nhau như tuần tra chống tàu ngầm dọc theo bờ biển Nhật Bản, vận chuyển, huấn luyện nhảy dù và liên lạc.

## Các phiên bản
H9A Nguyên mẫuBa chiếc được Aichi chế tạo.
H9A1Phiên bản sản xuất. Có 24 chiếc được Aichi chế tạo.
H9ABốn chiếc được Nippon Hikoki chế tạo.

## Các nước sử dụng
Nhật Bản
- Hải quân Đế quốc Nhật Bản

## Đặc điểm kỹ thuật (H9A1)

### Đặc tính chung
- Đội bay: Cho đến 8 người
- Chiều dài: 16,95 m (55 ft 7 in)
- Sải cánh: 24,0 m (78 ft 9 in)
- Chiều cao: 5,25 m (17 ft 3 in)
- Diện tích bề mặt cánh: 63,3 m² (681 ft²)
- Trọng lượng không tải: 4.900 kg (10.800 lb)
- Trọng lượng có tải: 7.500 kg (16.500 lb)
- Động cơ: 2 x động cơ Nakajima Kotobuki-41 bố trí hình tròn, công suất 780 mã lực (580 kW) mỗi động cơ

### Đặc tính bay
- Tốc độ lớn nhất: 315 km/h (196 mph)
- Tầm bay tối đa: 2.150 km (1.340 mi)
- Trần bay: 6.800 m (22.300 ft)
- Tốc độ lên cao: 4,5 m/s (876 ft/min)

### Vũ khí
- 1 x súng máy Kiểu 92 7,7 mm gắn di động trước mũi
- 1 x súng máy Kiểu 92 7,7 mm gắn di động trên lưng
- 250 kg (550 lb) bom

## Nội dung liên quan

### Trình tự thiết kế
H6K -
H7Y -
H8K -
H9A -
H10H -
H11K

### Danh sách liên quan
- Danh sách máy bay chiến đấu
- Danh sách máy bay quân sự Nhật Bản